# 小浮渚
31°29′05″N 120°13′40″E / 31.48464°N 120.22770°E
小浮渚，位于中华人民共和国江苏省无锡市滨湖区的突出山丘，是滨湖区与太湖的交接点之一，是无锡影视基地组成部分。

## 特点
小浮渚是“太湖十二渚”之一。1992年，中央电视台为拍摄《三国演义》在当地兴建大型影视文化景区，小浮渚位于其中。随后央视开拍《水浒传》，小浮渚位于水浒景区，渚上向南可俯视三国赤壁特效场、向东可俯视“清明上河街”等拍摄景区。

## 图库

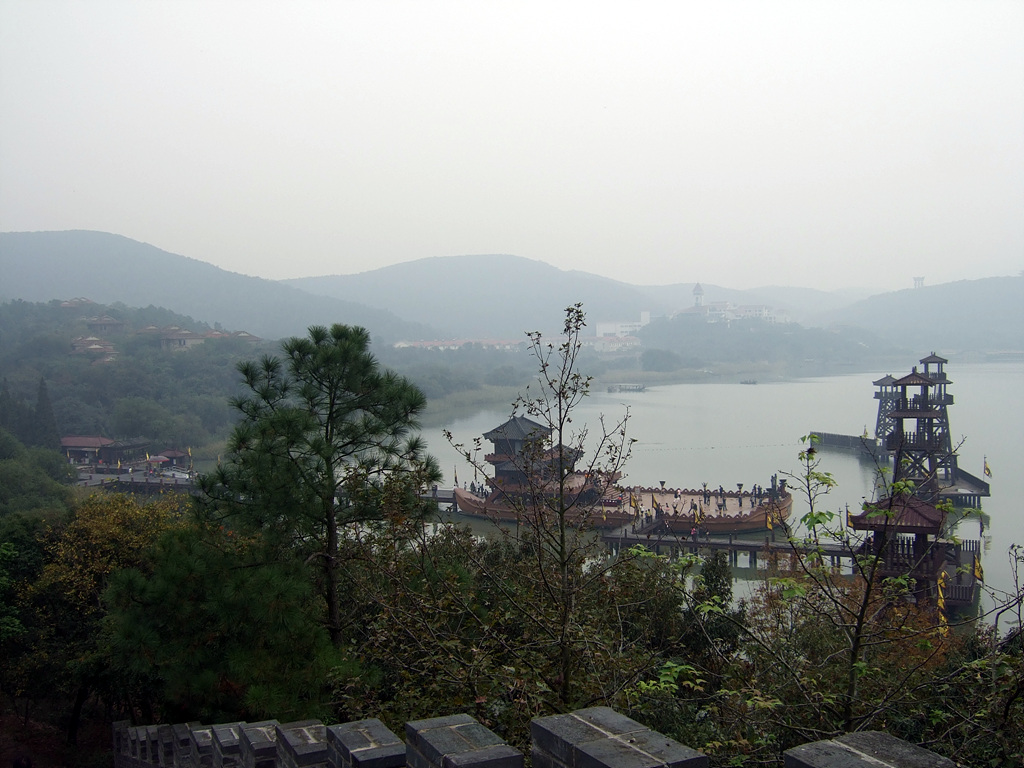
从小浮渚中向南可观远处的大浮渚及仿古三国东吴水军大营